# Iglesia de San Frontis
La iglesia de San Frontis es un templo, en origen románico, de la ciudad de Zamora, España, situado en la margen izquierda del río Duero, en el barrio al que da nombre. Fue declarada Bien de Interés Cultural el 26 de septiembre de 2013.

## Historia
Su origen data de comienzos del siglo XIII, aunque de la construcción románica original poco queda hoy en día, tan solo la cabecera. Inicialmente fue la iglesia de un hospital o albergue de peregrinos que fundó Aldovino, un monje del grupo de francos que ayudó a repoblar Zamora. Aldovino era natural de la comarca de Périgord y por ello dedicó la iglesia al santo patrón de su tierra, San Front (españolizado Frontis), fundador y primer obispo de la iglesia de Périgueux, siendo esta la única iglesia de España que tiene tal advocación. Su epitafio se conserva en el interior del templo, en el que fue enterrado en 1215.

## Descripción
La iglesia original constaba de una única nave rectangular con cubierta de madera. Tiene la peculiaridad de que la capilla mayor es casi tan grande como ella e incluso ligeramente más ancha, algo sin parangón en el resto del románico de la ciudad. Otra singularidad es su testero semioctogonal, reforzado en los ángulos con estribos.
En el siglo XVI se añadió en el lado meridional una nueva nave, comunicada con la anterior mediante dos arcos de distinto tamaño abiertos en el muro original.
En su interior se custodia el Nazareno de San Frontis, talla de vestir anónima de la primera mitad del siglo XVII. Llegó a la iglesia en 1800, procedente de la desaparecida ermita de la Cruz. Su traslado a la Catedral marca el inicio de la Semana Santa de Zamora.

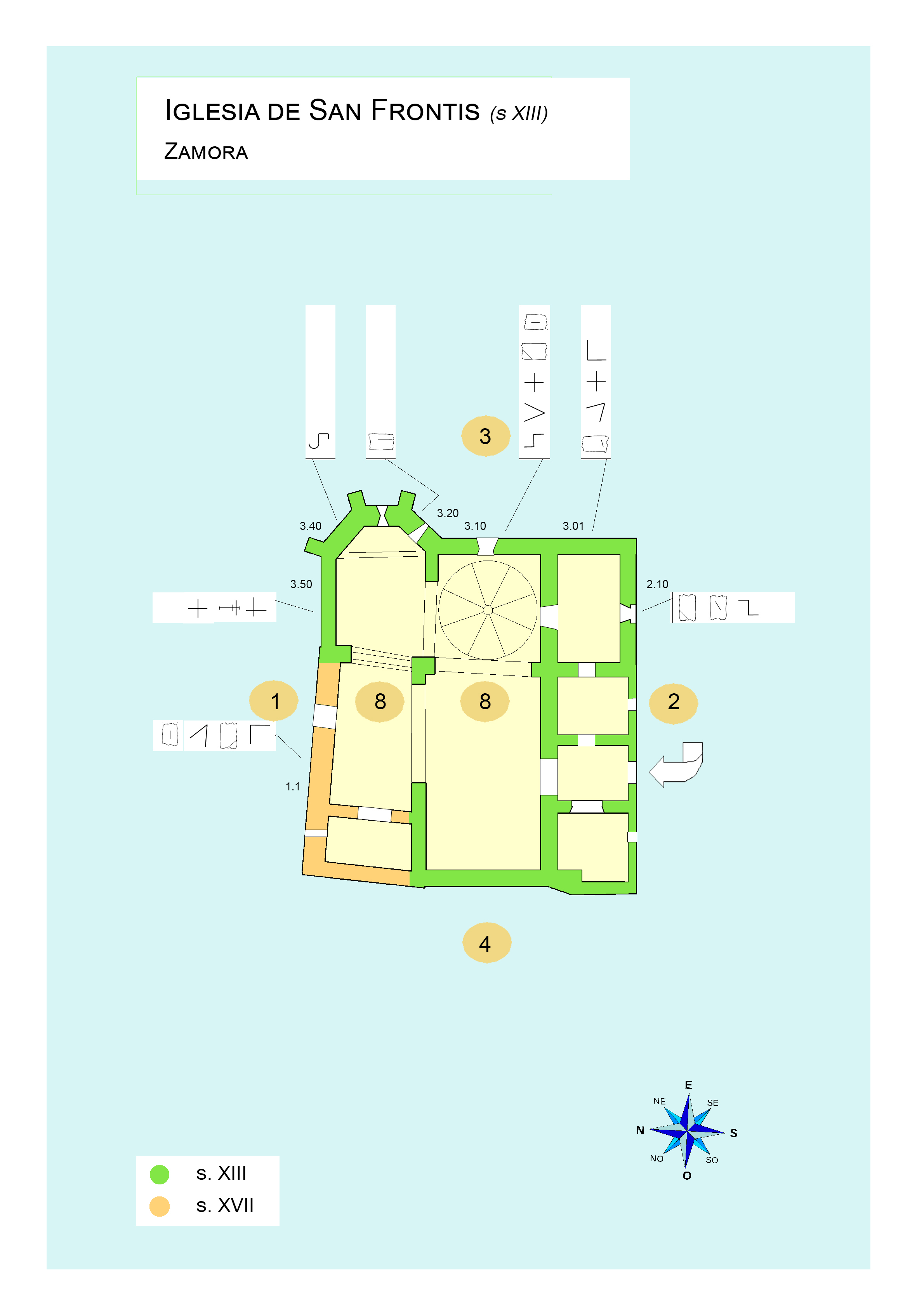
Aprox. a la planta y marcas de cantero.

## Planta
Su planta es rectangular, en estilo románico del siglo XIII de una sola nave (8), actualmente dos, rematada por ábside (3) de cabecera poligonal, con contrafuertes exteriores y un gran presbiterio recto.

El acceso al templo se realiza por la fachada sur.

## Marcas de cantero
Se han identificado 28 signos de 15 tipos diferentes, todos de diseño sencillo de 1 a 3 trazos con predominio de trazo recto, perfil y trazo normal.

Su distribución por zonas puede verse en el informe ‘Distribución’ de gliptografía.

En el informe 'Logias', se aprecia que hay 1 logia de canteros que trabajaron en la fachada sur y 2 en la este.
El resto de signos pueden agruparse en:
‘Comunes’, Aspas, ángulos y posición de sillar, etc., habituales en todos los edificios, e ideogramas, de un significado simbólico religioso, protección del templo.

Los tipos y la morfología de las marcas, de complejidad	baja, 1 a 5 trazos, son características de una etapa constructiva del siglo XIII, ver informe "Etapas históricas".